# آرثر دبليو. توماس
آرثر دبليو. توماس (بالإنجليزية: Arthur W. Thomas)‏ هو كيميائي أمريكي، ولد في 18 فبراير 1891، وتوفي في 22 مارس 1982.